# 大封门水库

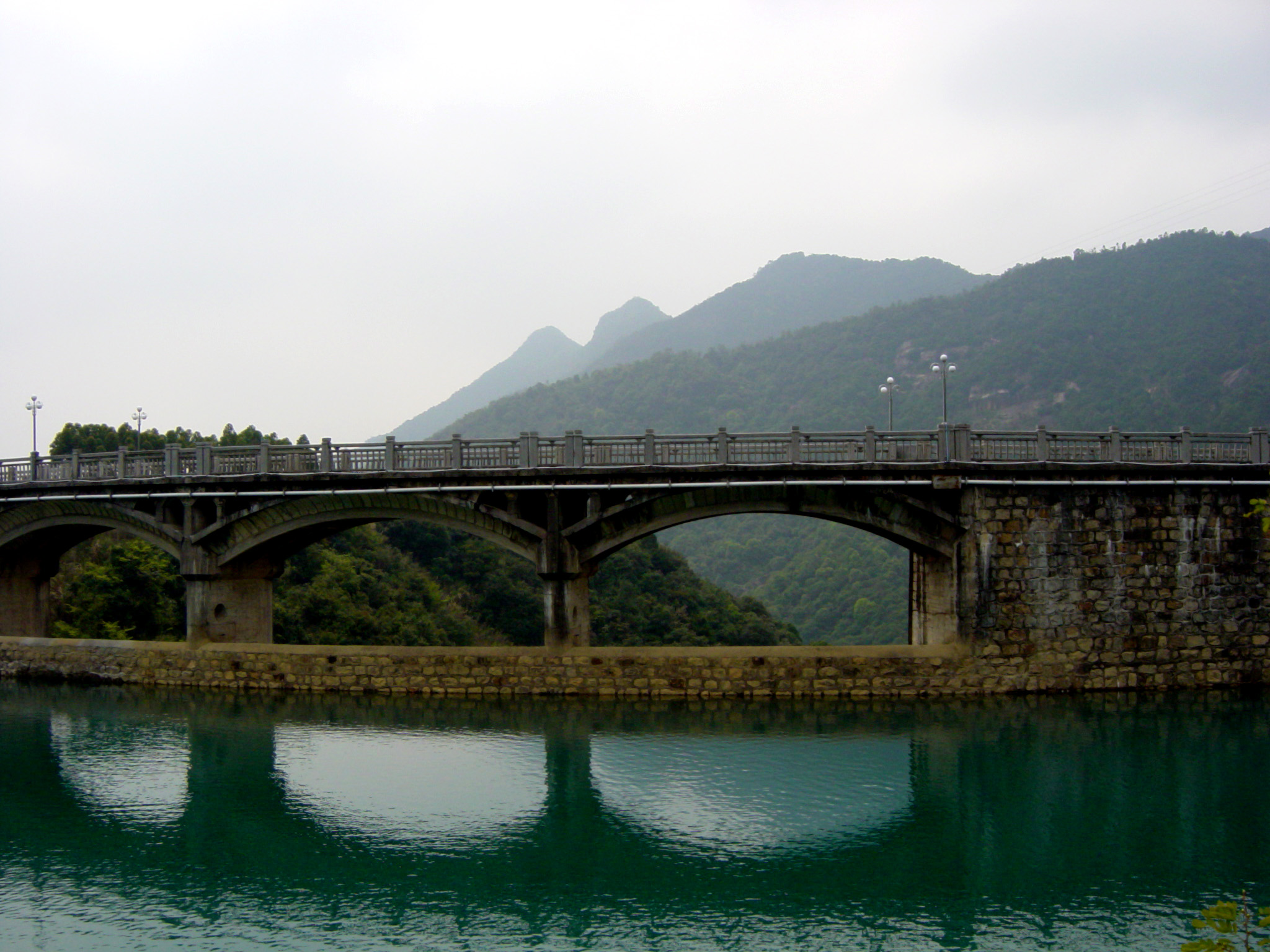
大封门水库坝

大封门水库是广东省广州市增城区的一个水库式水力发电站。始建于1963年，1973年竣工，开始发电。因坝址建在大封坳而得名。水库库坝高52米，坝长277米，集雨面积21.5平方公里，总库容量550万立方米。2024年6月，大封门水库扩容工程动工建设，扩容后总库容将达到2240万立方米。